# Loes Mulder
Drs. Loes Mulder (Stadskanaal, 1972) is een Nederlandse topambtenaar. Sinds 1 januari 2024 is Mulder de secretaris-generaal van het ministerie van Onderwijs, Cultuur en Wetenschap.

## Levensloop
Mulder studeerde Beleid en Bestuur in Internationale Organisaties aan de Rijksuniversiteit Groningen. Ze deed bij de Immigratie- en Naturalisatiedienst onderzoek naar waarom asielzoekers naar Nederland komen, waarna ze beleidsadviseur voor het ministerie van Justitie in Brussel werd in 1995. Ze maakte binnen het ministerie carrière, tot ze in 2011 directeur-generaal Vreemdelingenzaken werd - eerst bij Binnenlandse Zaken, en later bij het inmiddels geherstructureerde ministerie van Veiligheid en Justitie. Ze bleef tijdens deze diverse functies vrijwel altijd betrokken bij het vreemdelingendomein.
In 2014 maakte Mulder de overstap naar het ministerie van Binnenlandse Zaken en Koninkrijksrelaties als directeur-generaal voor de Algemene Bestuursdienst als vervanger van Manon Leijten. In deze functie kwam ze enkele keren in het nieuws rond het percentage vrouwen in topfuncties, in het bijzonder met het relatief hoge percentage van 30% bij de overheid, als verantwoordelijke voor de invulling van topfuncties binnen de Rijksoverheid.
In 2016 werd Mulder benoemd tot secretaris-generaal van het ministerie van Sociale Zaken en Werkgelegenheid, als opvolger van Ton Annink. In deze functie was Mulder betrokken bij de toeslagenaffaire. Het ministerie van Sociale Zaken was verantwoordelijk voor de wetgeving en uitvoeringsinstructies en daarmee medeverantwoordelijk voor de uitvoering. Ze bleef in die functie tot het eind van 2022. Van auSinds 1 januari 2024 is Mulder de secretaris-generaal van het ministerie van Onderwijs, Cultuur en Wetenschap.